# Isotomurus cibus
Isotomurus cibus är en urinsektsart som beskrevs av Christiansen och Bellinger 1980. Isotomurus cibus ingår i släktet Isotomurus och familjen Isotomidae. Inga underarter finns listade i Catalogue of Life.